# Турумтайкуль
Турумтайкуль (тадж. Турумтайкӯл) — сточное озеро расположенное на территории Рошткалинского района Горно-Бадахшанской автономной области Таджикистана.
Общая площадь акватории озера — 8,9 км². Площадь водосбора — 48,7 км². Объём — 0,13 км³.
Географически, озеро расположено на юге Шугнанского хребта на высоте 4213 метров над уровнем моря. Второе по высоте озеро Таджикистана после озера Чапдара. Является истоком рек Тогузбулок (южный) на высоте 4202 метра над уровнем моря и Харвиног.

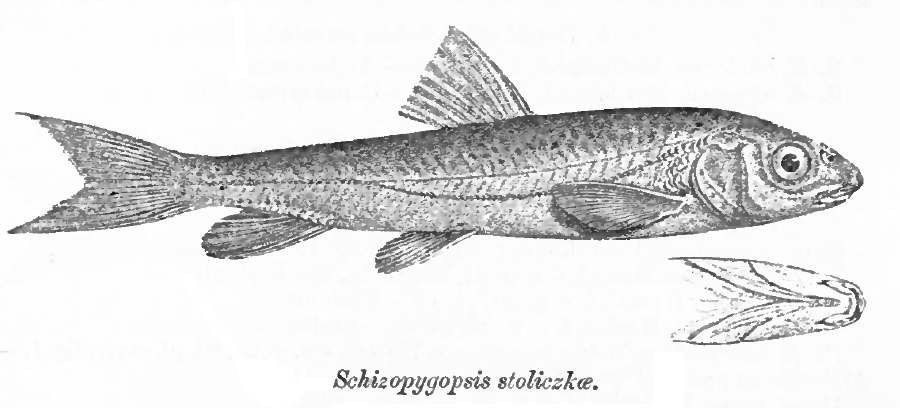
Лжеосман-нагорец (Schizopygopsis stoliczkai), обитающий в озере Турумтайкуль

В озере встречается лжеосман-нагорец (Schizopygopsis stoliczkai). Лжеосман живёт в горной части рек Инд и Брахмапутра в Индии. Встречается в Тибете. В Таджикистане имеется только на Памире. Здесь он достигает шестидесяти пяти сантиметров в длину, но возможна встреча и с более крупными экземплярами. Участники гидрологической партии, проводившие работы на озере Турумтайкуль, выловили рыбину размером в полтора метра. Тело лжеосмана-нагорца торпедообразное, гидродинамически совершенное. Чешуи не имеет.